# Oncaea lacinia
Oncaea lacinia är en kräftdjursart som beskrevs av Heron, English och Damkaer 1984. Oncaea lacinia ingår i släktet Oncaea och familjen Oncaeidae. Inga underarter finns listade i Catalogue of Life.